# 768 ستروفينا
ستروفينا 768 (بالإنجليزية: 768 Struveana)‏، هو كويكب يدور حول الشمس. تم تسميته بهذا الاسم تكريماً للفلكي الألماني فريدريك ستروف.